# Fadwa Suleiman

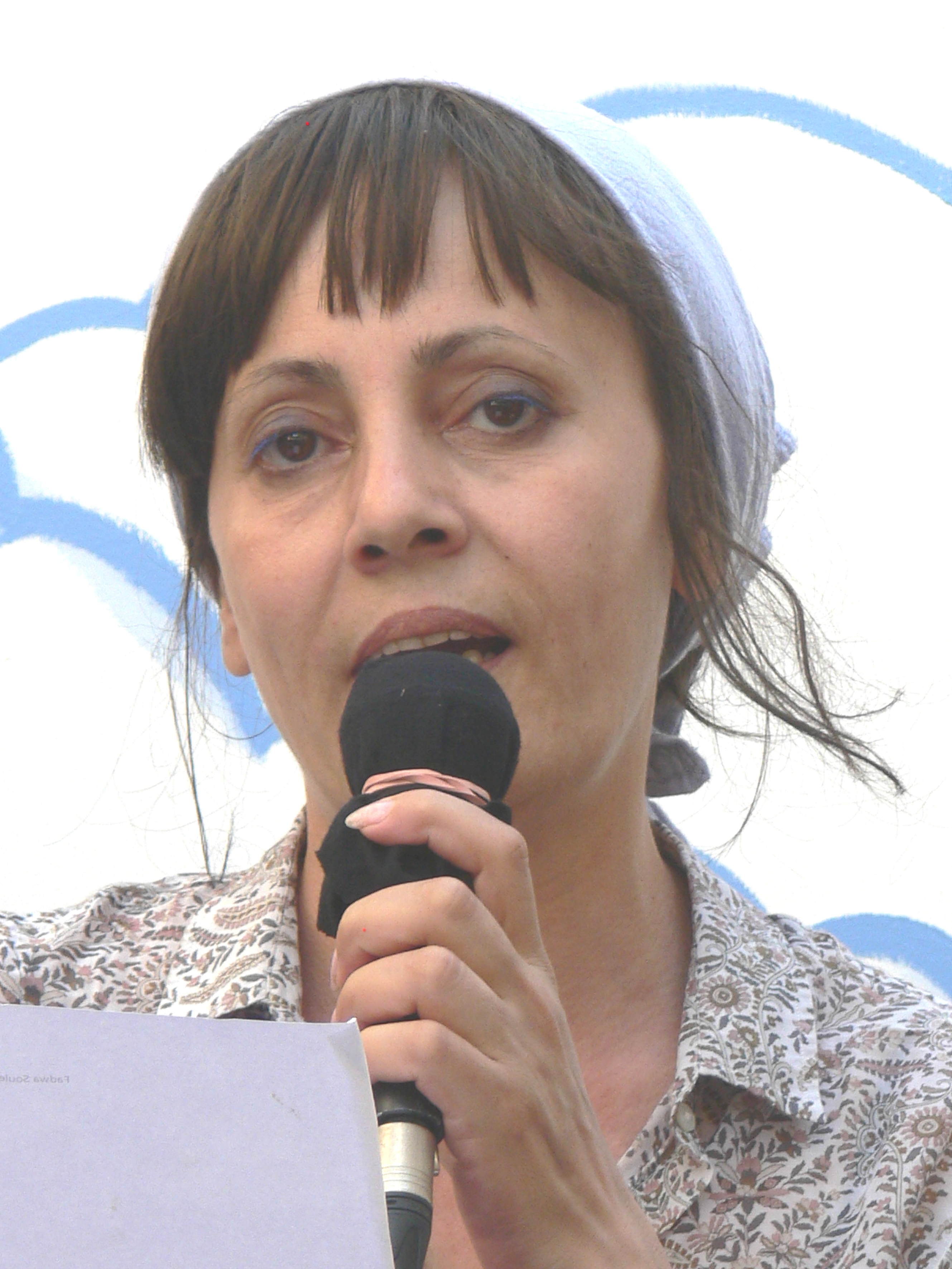
Fadwa Souleiman en Sète, en 2017.

Fadwa Suleiman (en árabe: فدوى سليمان‎) (Alep, 17 de mayo de 1970 - París, 17 de agosto de 2017) fue una actriz siria de ascendencia alauita, conocida también por encabezar una protesta de la mayoría sunita contra el gobierno de Bashar al-Ásad en Homs. A raíz de esto, se convirtió en una de las caras más conocidas de la Guerra civil siria.

## Como actriz
Originaria de Alepo, Suleiman se trasladó a Damasco, la capital, donde actuó en numerosas obras de teatro, entre ellas La voz de Maria y Media, y en al menos una docena de programas de televisión, incluyendo El diario de Abou Antar y The little ladies. También interpretó a una profesora de arte en un orfanato en Small Hearts, una serie de televisión que ayudó a crear conciencia sobre el tráfico de órganos humanos y fue transmitida por varios canales árabes. También actuó en una adaptación árabe de "Casa de muñecas", de Henrik Ibsen, en el Teatro Qabbani de Damasco.

## Papel en el alzamiento sirio
Desde el inicio de la insurrección popular de la guerra civil siria, el 15 de marzo de 2011, Suleiman fue una de las pocas actrices abiertamente contrarias al gobierno de al-Ásad. Aun sabiendo que su destino era la muerte o la cárcel, Suleiman quiso participar en la manifestación para deshacer el malentendido de que toda la comunidad alauita, que constituye en torno al 10 por ciento de la población, apoyaba el gobierno de al-Ásad. Se enfrentó a la idea del gobierno de que los que participaban en las protestas eran islamistas o terroristas armados. Participó en todas las manifestaciones que pedían la dimisión del presidente al-Ásad, compartiendo el podio con la estrella de futbol Abdel Basset Sarout, además de una serie de celebridades que dieron apoyo a la revuelta.
En sus discursos, pedía que las manifestaciones pacíficas continuaran a través del país hasta la caída de al-Ásad. "Las violencias sectarias en Homs habrían sido incendiarias si Fadwa Suleiman no hubiera estado allí", afirmó Peter Harling, un experto en Siria del Think tank del International Crisis Group.
En un mensaje de vídeo del noviembre de 2011, Fadwa Suleiman afirmó que las fuerzas de seguridad la estaban buscando en los barrios de Homs y que golpeaban a la gente para que revelara su paradero. Suleiman se cortó el cabello como un chico y se desplazó de casa en casa para evitar ser capturada.
En 2012, huyó con su marido a través del Líbano y se instaló en París. El 17 de agosto de 2017, murió de cáncer en su exilio en París, a la edad de 47 años.
En 2022, el poeta francés Guy Allix le dedica una serie de poesías.